# Международный аэропорт имени Министра Пистарини
Международный аэропорт имени министра Пистарини (исп. Aeropuerto Internacional Ministro Pistarini) — один из аэропортов коммерческого пользования, обслуживаемый в зоне Большого Буэнос-Айреса в городе Эсейса. Является крупнейшим международным аэропортом Аргентины и хабом для авиаперевозчиков Aerolíneas Argentinas и LAN Argentina.

## История
Аэропорт носит имя генерала Хуана Пистарини (1882—1956) (исп. Juan Pistarini). Первый гражданский полёт из него был совершён в Лондон в 1946 году.
Аэропорт полностью спроектирован и построен аргентинскими архитекторами и инженерами в период с 1945 по 1949 гг. Его строительство было главным проектом пятилетнего плана во время первого президентства Хуана Перона.
20 июня 1973 года в аэропорту произошло вооружённое столкновение между правыми и левыми перонистами. В результате погибло 13 человек, 380 получили ранения.

## Направления
Европа

## Статистика
| Передвижений        | 2010      | 2009      | 2008      | 2007      | 2006      | 2005      | 2004      | 2003      | 2002      | 2001      | 2000      |
| ------------------- | --------- | --------- | --------- | --------- | --------- | --------- | --------- | --------- | --------- | --------- | --------- |
| Пассажиров          | 8,786,807 | 7,924,759 | 8,012,794 | 7,487,779 | 6,867,596 | 6,365,989 | 5,567,544 | 4,891,038 | 4,087,553 | 5,190,283 | 6,196,975 |
| Грузов (метр. тонн) | -         | 93,346    | 205,506   | 204,909   | 187,415   | 177,358   | 174,890   | 141,042   | 117,190   | 160,698   | 198,291   |